# Лесное (Волновахский район)
Лесное (укр. Лісне) — посёлок в Волновахском районе Донецкой области Украины. Население по переписи 2001 года составляло 101 человек.